# Quinn Wolferman
Quinn Wolferman (6 de octubre de 1997) es un deportista estadounidense que compite en esquí acrobático. Consiguió una medalla de oro en los X Games de Invierno 2022.

## Medallero internacional
| \| X Games de Invierno \| X Games de Invierno \| X Games de Invierno \| X Games de Invierno \| \| Año \| Lugar \| Medalla \| Prueba \| \| ------------------- \| ---------------------- \| ------------------- \| ------------------- \| \| 2022 \| Aspen (Estados Unidos) \| Medalla de oro \| Knuckle huck \| |                        |                |              |
| X Games de Invierno |                        |                |              |
| Año | Lugar                  | Medalla        | Prueba       |
| 2022 | Aspen (Estados Unidos) | Medalla de oro | Knuckle huck |